# جورج كارانزا
جورج كارانزا (بالإسبانية: Jorge Carranza)‏ (8 مايو 1981 بخيسوس ماريا في الأرجنتين - ) هو لاعب كرة قدم أرجنتيني في مركز حراسة المرمى. لعب مع أتليتيكو رافائيلا وانيستتوتو وغودوي كروز وفيرو كاريل أويستي ونادي أوهيجينس وClub Rivadavia ‏.

## وصلات خارجية
- جورج كارانزا على موقع إي إس بي إن إف سي (الإنجليزية)
- جورج كارانزا على موقع قاعدة بيانات كرة القدم.إي يو (الإنجليزية)
- جورج كارانزا على موقع Soccerway.com (الإنجليزية)
- جورج كارانزا على موقع عالم كرة القدم.نت (الإنجليزية)
- جورج كارانزا على موقع AS.com (الإسبانية)